# Màu vết vạch
Vết vạch hay màu vết vạch của khoáng vật là màu bột của khoáng vật đó khi vạch nó lên trên một bề mặt không bị phong hóa. Thường người ta dùng một mẫu sứ trắng không tráng men để vạch khoáng vật lên đó sẽ thấy được màu vết vạch rõ hơn. Màu vết vạch này thường chính xác hơn màu của bản thân cục khoáng vật là một dấu hiệu quan trọng trong việc nhận dạng khoáng vật. Nếu không có vết vạch, thì có thể gọi khoáng vật đó không màu hoặc màu trắc. Vết vạch đặc biệt quan trọng trong việc xác định các vật liệu có màu và đục, và ít có tác dụng đối với các khoáng vật silicat vì chúng hầu hết có màu trắng và khó để lấy được bột của chúng.